# Jean Benoît-Lévy
Jean Benoit-Lévy és un productor de cinema i un director de cinema francès, nascut el 25 d’abril de 1888 al 3r districte de París, i mort el 2 d’agost de 1959 al 8è districte de París.

## Biografia
Nebot d'Edmond Benoit-Lévy, que va obrir l'Omnia Pathé als bulevards parisencs el 1905, el primer cinema no forana. Jean Benoit-Lévy continua l'aposta pel cinema educatiu, iniciada pel seu oncle.
En entreguerres, esdevingué el cineasta oficial de la Tercera República, va dirigir, principalment a la dècada de 1920, prop de 400 curtmetratges, mitjans o llargmetratges per a l'educació popular. amb finalitats, patrocinat per les cinemateques del Ministeri de Sanitat, Agricultura i Formació Professional. Fa campanya dins d'institucions vinculades a la Lliga de Nacions, com l'Institut de Cooperació Intel·lectual, amb l'esperança de fer del cinema un agent educatiu amb una finalitat humanista.
Passant als llargmetratges a principis de la dècada de 1930, les seves pel·lícules, de vegades codirigides amb Marie Epstein, sovint aborden temes de pel·lícules anteriors. Obligat a emigrar als Estats Units sota l'Ocupació, a causa dels seus orígens jueus, es va unir a intel·lectuals, com Henri Focillon o Jacques Maritain, francès i belga, que van trobar una llar dins la Nova Escola d'Investigació Social i va fundar l'École libre des hautes études, una universitat els diplomes de la qual són reconeguts per la França Lliure del General de Gaulle. Arran de la guerra, Jean Benoit-Lévy va acceptar responsabilitats a les Nacions Unides, no va tornar a territori francès fins a principis dels anys 50, per posar en escena vint-i-cinc ballets filmats especialment per a la televisió francesa.
Va formar part del jurat de llargmetratges del 3r Festival Internacional de Cinema de Canes de 1949. La seva dona, nascuda Lucie Bloc, va morir el 1966. Va tenir dues filles, Françoise i Geneviève.

## Filmografia selectiva
Director
- 1922 : Pasteur (dirigit amb Jean Epstein)
- 1926 : Le Nid
- 1928 : Il était une fois trois amis (dirigit amb Marie Epstein)
- 1929 : Âmes d'enfants (dirigit amb Marie Epstein)
- 1929 : Peau de pêche (dirigit amb Marie Epstein)
- 1929 : Maternité
- 1929 : La Fée moderne
- 1932 : Le Cœur de Paris (dirigit amb Marie Epstein)
- 1933 : La Maternelle (dirigit amb Marie Epstein)
- 1934 : Itto (dirigit amb Marie Epstein)
- 1936 : Le Causse
- 1936 : Hélène
- 1937 : La Mort du cygne
- 1938 : Altitude 3.200 (dirigit amb Marie Epstein)
- 1939 : Le Feu de paille (o L'Enfant prodige)
- 1951: Quartetto
- 1951: La Mystérieuse Fatima
- 1952 : Sous les ponts (curtmetratge)
- 1952 : Le Poignard (curtmetratge)
- 1952 : Le Congrès de la danse (curtmetratge)
- 1952 : La Jeune fille aux allumettes (curtmetratge)
- 1952 : Deux Maîtres pour un valet (curtmetratge)
- 1952 : Agence matrimoniale (curtmetratge)

Guionista
- 1917 : Le Bonheur qui revient d'André Hugon

## Obres
- Jean Benoit-Lévy, Les Grandes Missions du cinéma, Montréal, Parizeau, 1945 BNF 12439559z